# Alfredo Martini
Alfredo Martini (Calenzano, 18 febbraio 1921 – Sesto Fiorentino, 25 agosto 2014) è stato un ciclista su strada e dirigente sportivo italiano.
Professionista dal 1941 al 1957, nel 1950 vinse il Giro del Piemonte e una tappa al Giro d'Italia.
Dopo il ritiro dalle corse divenne direttore sportivo per alcuni club ciclistici; nel 1975 gli fu affidato l'incarico di commissario tecnico della Nazionale italiana di ciclismo su strada, che condusse in 22 anni alla vittoria di sei campionati del mondo.

## Carriera

Alfredo Martini nel 1957

Martini fu corridore professionista dal 1941 al 1957, vestendo tra le altre le maglie di Bianchi, Welter, Wilier Triestina, Taurea e Nivea-Fuchs. In carriera vinse il Giro dell'Appennino 1947, il Giro del Piemonte 1950, la tappa di Firenze al Giro d'Italia 1950, corsa che concluse al terzo posto assoluto dietro Hugo Koblet e Gino Bartali vestendo la maglia rosa per una tappa, e una tappa al Giro di Svizzera 1951, concluso al terzo posto dietro Ferdi Kübler e Hugo Koblet.

## Carriera da dirigente sportivo
Dal 1969 al 1974 fu attivo come direttore sportivo prima alla capannolese Ferretti, vincendo il Giro d'Italia 1971 con lo svedese Gösta Pettersson, e poi all'empolese Sammontana.
Nel 1975 assunse la carica di commissario tecnico della Nazionale italiana. Dal 1975 al 1997 guidò a conquistare la maglia iridata Francesco Moser nel 1977 a San Cristóbal (Venezuela), Giuseppe Saronni nel 1982 a Goodwood (Gran Bretagna), Moreno Argentin nel 1986 a Colorado Springs (Stati Uniti), Maurizio Fondriest nel 1988 a Renaix (Belgio), Gianni Bugno nel 1991 a Stoccarda (Germania) e nel 1992 a Benidorm (Spagna), ottenendo inoltre altri sette argenti e sette bronzi.
Dal 1998 fu supervisore di tutte le squadre nazionali di ciclismo e presidente onorario della Federazione Ciclistica Italiana; contemporaneamente abbandonò il suo pluridecennale incarico di CT della nazionale, lasciando il posto ad Antonio Fusi.
Nel 2007, con la collaborazione del giornalista sportivo Francesco Caremani, Martini raccontò la propria carriera di atleta e di commissario tecnico in un libro: "Ciclismo, brava gente. Un secolo di pedali e passioni raccontato in presa diretta". Nel 2008 uscì un'altra opera, "Alfredo Martini, memorie di un grande saggio del ciclismo", di Franco Calamai, che ripercorre la vita, i ricordi e gli aneddoti di una vita passata nel mondo dei pedali. Ne "La vita è una ruota. Storia resistente di uomini, donne e biciclette", scritto con Marco Pastonesi e pubblicato nel 2014, si trovano i ritratti di corridori, campioni, gregari e amici, raccontati passando dalla passione della bici ai ricordi della guerra e all'abitudine alla lettura.
Dal marzo 2013 fu presidente onorario dell'"Associazione Fausto e Serse Coppi" di Castellania.
Morì il 25 agosto 2014 all'età di 93 anni nella sua casa di via Giusti a Sesto Fiorentino. Oggi riposa nel cimitero di Sesto Fiorentino. Sposato con Elda, ha avuto due figlie, Milvia e Silvia.

## Palmarès
- 1942 (Dilettanti)

Coppa Leopoldo Bozzi
- 1947 (Welter, una vittoria)

Giro dell'Appennino
- 1950 (Taurea-Pirelli, due vittorie)

2ª tappa Giro d'Italia (Salsomaggiore > Firenze)
Giro del Piemonte
- 1951 (Welter, una vittoria)

1ª tappa Giro di Svizzera (Zurigo > Aarau)

## Piazzamenti

### Grandi Giri
- Giro d'Italia

1946: 9º
1947: 6º
1948: 10º
1949: 6º
1950: 3º
1951: 20º
1952: 21º
1954: 46º
1955: 27º
- Tour de France

1949: ritirato (15ª tappa)
1952: 56º
- Vuelta a España

1955: 46º

### Classiche monumento
- Milano-Sanremo

1942: 24º
1943: 30º
1946: 44º
1948: 60º
1949: 30º
1950: 13º
1952: 37º
1953: 18º
1954: 13º
1955: 95º
1956: 47º
1957: 74º
- Giro delle Fiandre

1954: 10º
- Parigi-Roubaix

1952: 35º
- Giro di Lombardia

1942: 41º
1945: 17º
1946: 15º
1948: 4º
1951: 14º
1952: 19º
1953: 39º
1955: 11º
1956: 51º

### Competizioni mondiali
- Campionati del mondo

Copenaghen 1949 - In linea Professionisti: ritirato
Moorslede 1950 - In linea Professionisti: ritirato

## Riconoscimenti[5]

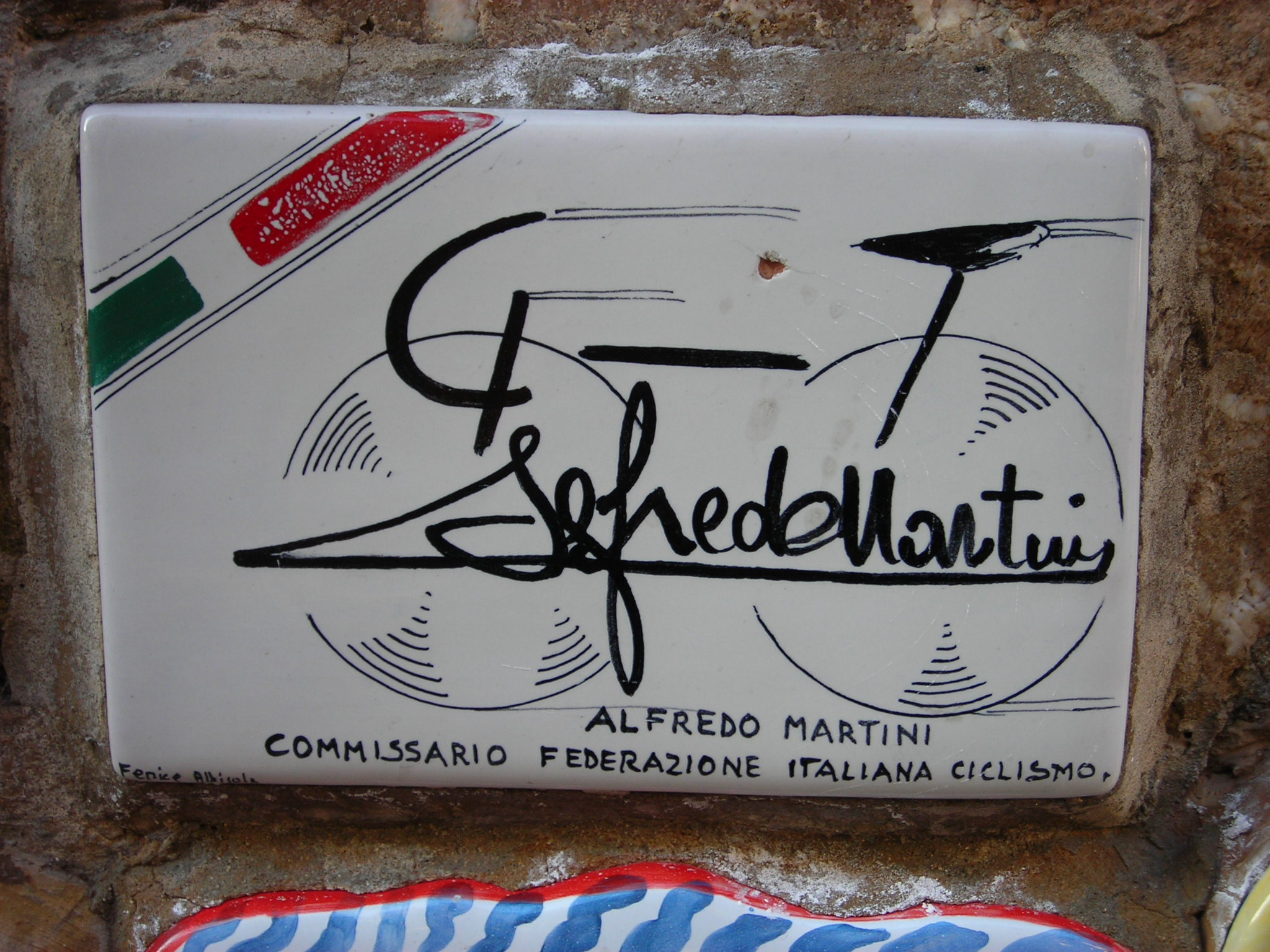
Piastrella del muretto di Alassio autografata da Martini

- Premio Sport del comune di Camaiore nel 1977 e 1998
- Premio Ciclismo Vita Mia nel 1989
- Appennino d'oro nel 1998
- Premio Nazionale R. Becheroni nel 1999
- Premio Gino Bartali nel 2000
- Premio Vincenzo Torriani nel 2000
- Premio Grandi Ex dell'Associazione Nazionale Ex Corridori Ciclisti nel 2002
- Memorial Bardelli-Una vita per lo sport nel 2002
- Premio d'onore dell'Associazione Nazionale Ex Corridori Ciclisti nel 2011
- Ambasciatore della sicurezza nel ciclismo del G.S. Progetti Scorta nel 2011
- Collare d'oro dal CONI alla memoria 2014
- Cittadinanza onoraria dei comuni di Imola, Pegognaga, Peccioli, Cortona, Arezzo, Montecatini Terme, Serravalle Pistoiese[6], Camaiore, Calenzano[7], Castagneto Carducci[5], Larciano, Barberino di Mugello[8] e Utsunomiya in Giappone.